# 二茂铬
二茂铬是一种有机金属化合物，化学式(C5H5)2Cr。遇空气迅速氧化，有时会自燃。溶于液氨、四氢呋喃等。可由二氯化铬与环戊二烯基钠在四氢呋喃中反应制得:
CrCl2 +  2 NaC5H5  →  Cr(C5H5)2  +  2 NaCl
二茂铬可以用作乙烯聚合高效催化剂、氢化催化剂和硫化促进剂等。